# René Arnoux
René Alexandre Arnoux (* 4. Juli 1948 in Pontcharra) ist ein französischer Automobilrennfahrer und ehemaliger Formel-1-Pilot.

## Karriere
Bereits mit zehn Jahren fuhr er ein Kart, das ihm sein Vater gebaut hatte. Er machte eine Lehre als Kfz-Mechaniker. Nach seinem Militärdienst ging er nach Turin, um dort Motoren zu tunen. Nach einem Zusammentreffen mit Jean-Pierre Beltoise 1972 entschloss er sich, eine Rennfahrerausbildung zu machen. Er erwies sich als talentiert und konnte schließlich die französische Formel-Renault-Meisterschaft 1973 für sich entscheiden. 1975 gewann er für das Elf-Team die Formel-Renault-Europameisterschaft. Daraufhin wechselte er 1976 in das Martini-Formel-2-Team, mit dem er 1977 die Europameisterschaft gewinnen konnte.

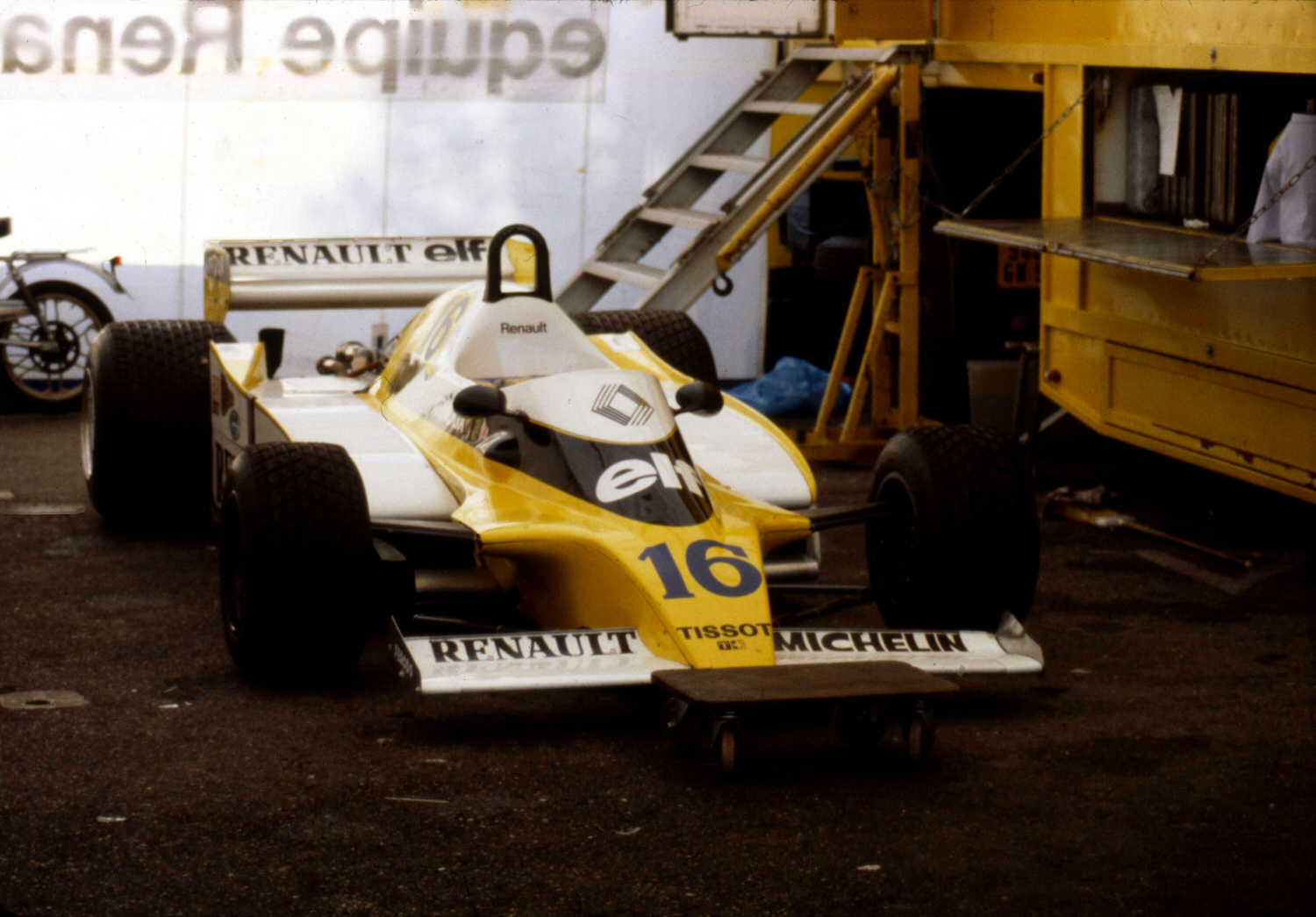
Renault RS 10 von Arnoux 1979

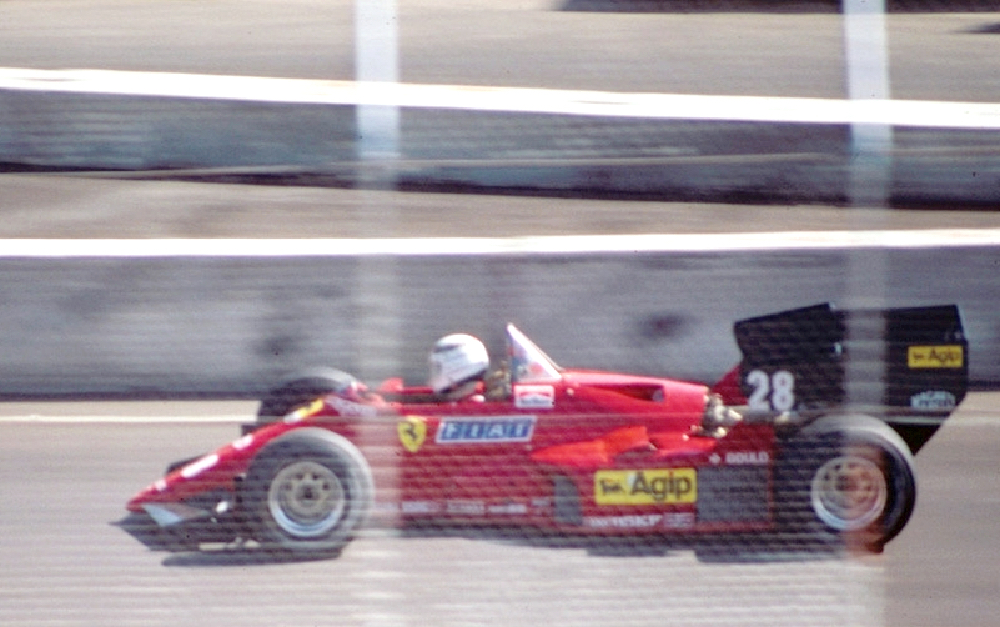
Arnoux im Ferrari 126C4 beim Grand Prix in Dallas 1984

Von 1978 bis 1989 fuhr Arnoux in der Formel 1. Seine erste Saison bestritt er mit dem neu gegründeten Martini-Team, dessen Autos er zuvor in der Formel 2 eingesetzt hatte. Dieser erste Anlauf blieb erfolglos; das Auto war nicht konkurrenzfähig, und das Team hatte keine Erfahrung in der Formel 1. In seinen weiteren elf Saisons fuhr er für Renault, Ferrari und Ligier und errang dabei sieben Grand-Prix-Siege. 1983 belegte er als bestes Ergebnis den dritten Platz in der Weltmeisterschaft.
In Erinnerung blieb sein Duell mit Gilles Villeneuve beim Großen Preis von Frankreich 1979 in Dijon-Prenois um den zweiten Platz. Die beiden Fahrer überholten sich in den letzten Runden mehrmals gegenseitig auf spektakuläre Weise und berührten sich sogar. Am Ende unterlag Arnoux knapp. Arnoux’ Teamkollege Jean-Pierre Jabouille startete mit dem Renault RS11 aus der Pole-Position und siegte schließlich nach ebenfalls kurzem Kampf mit Villeneuve überlegen. Es war nicht nur der erste Sieg für Renault in der Formel 1, sondern auch der erste Triumph eines Wagens mit Turbomotor.
Arnoux startete 1977, 1994 und 1995 beim 24-Stunden-Rennen von Le Mans. 1994 erreichte er auf einer Dodge Viper den zwölften Platz.
Arnoux lebt heute in Garches; er ist dem Rennsport verbunden geblieben, z. B. nahm er an den Rennen zur Grand-Prix-Masters-Serie teil und fuhr bis 2002 Rennkart.
Arnoux war zweimal verheiratet und hat eine Tochter. Unter seinem Namen wurde außerdem eine Kartsimulation vertrieben, das René Arnoux Karting. Vier indoor-Karting-Hallen werden unter seinem Namen in Paris (2), in Lyon und Aix-en-Provence unter dem Logo KART'IN betrieben.

## Trivia
Anfang 1987 war Arnoux auch abseits der Rennpiste schnell unterwegs. In einer mittelfranzösischen Kleinstadt, wo 60 km/h erlaubt waren, raste er mit 242 km/h durch eine Radarkontrolle und musste seinen Führerschein abgeben.

## Statistik

### Statistik in der Automobil-/Formel-1-Weltmeisterschaft

#### Grand-Prix-Siege
| - 1980: Brasilien (Interlagos) - 1980: Südafrika (Kyalami) - 1982: Frankreich (Le Castellet) - 1982: Italien (Monza) | - 1983: Kanada (Montréal) - 1983: Deutschland (Hockenheim) - 1983: Niederlande (Zandvoort) |

#### Einzelergebnisse
| Saison | 1   | 2   | 3   | 4    | 5   | 6   | 7   | 8   | 9   | 10   | 11  | 12  | 13  | 14  | 15  | 16 |
| ------ | --- | --- | --- | ---- | --- | --- | --- | --- | --- | ---- | --- | --- | --- | --- | --- | -- |
| 1978   |     |     |     |      |     |     |     |     |     |      |     |     |     |     |     |    |
|        |     | DNQ |     | DNPQ | 9   |     |     | 14  |     | DNPQ | 9   | DNF |     | 9   | DNF |    |
| 1979   |     |     |     |      |     |     |     |     |     |      |     |     |     |     |     |    |
| DNF    | DNF | DNF | DNS | 9    | DNF | DNF | 3   | 2   | DNF | 6    | DNF | DNF | DNF | 2   |     |    |
| 1980   |     |     |     |      |     |     |     |     |     |      |     |     |     |     |     |    |
| DNF    | 1   | 1   | 9   | 4    | DNF | 5   | NC  | DNF | 9   | 2    | 10  | DNF | 7   |     |     |    |
| 1981   |     |     |     |      |     |     |     |     |     |      |     |     |     |     |     |    |
| 8      | DNF | 5   | 8   | DNQ  | DNF | 9   | 4   | 9*  | 13  | 2    | DNF | DNF | DNF | DNF |     |    |
| 1982   |     |     |     |      |     |     |     |     |     |      |     |     |     |     |     |    |
| 3      | DNF | DNF | DNF | DNF  | DNF | 10  | DNF | DNF | DNF | 1    | 2   | DNF | 16* | 1   | DNF |    |
| 1983   |     |     |     |      |     |     |     |     |     |      |     |     |     |     |     |    |
| 10     | 3   | 7   | 3   | DNF  | DNF | DNF | 1   | 5   | 1   | 2    | 1   | 2   | 9   | DNF |     |    |
| 1984   |     |     |     |      |     |     |     |     |     |      |     |     |     |     |     |    |
| DNF    | DNF | 3   | 2   | 4    | 3   | 5   | DNF | 2   | 6   | 6    | 7   | 11* | DNF | 5   | 9   |    |
| 1985   |     |     |     |      |     |     |     |     |     |      |     |     |     |     |     |    |
| 4      |     |     |     |      |     |     |     |     |     |      |     |     |     |     |     |    |
| 1986   |     |     |     |      |     |     |     |     |     |      |     |     |     |     |     |    |
| 4      | DNF | DNF | 5   | DNF  | 6   | DNF | 5   | 4   | 4   | DNF  | 10  | DNF | 7   | 15  | 7   |    |
| 1987   |     |     |     |      |     |     |     |     |     |      |     |     |     |     |     |    |
|        | DNS | 6   | 11  | 10   | DNF | DNF | DNF | DNF | 10  | 10   | DNF | DNF | DNF | DNF | DNF |    |
| 1988   |     |     |     |      |     |     |     |     |     |      |     |     |     |     |     |    |
| DNF    | DNQ | DNF | DNF | DNF  | DNF | DNQ | 18  | 17  | DNF | DNF  | 13  | 10  | DNF | 17  | DNF |    |
| 1989   |     |     |     |      |     |     |     |     |     |      |     |     |     |     |     |    |
| DNQ    | DNQ | 12  | 14  | DNQ  | 5   | DNF | DNQ | 11  | DNQ | DNF  | 9   | 13  | DNQ | DNQ | DNF |    |

| Legende  | Legende            | Legende                                                          |
| Farbe    | Abkürzung          | Bedeutung                                                        |
| -------- | ------------------ | ---------------------------------------------------------------- |
| Gold     | –                  | Sieg                                                             |
| Silber   | –                  | 2. Platz                                                         |
| Bronze   | –                  | 3. Platz                                                         |
| Grün     | –                  | Platzierung in den Punkten                                       |
| Blau     | –                  | Klassifiziert außerhalb der Punkteränge                          |
| Violett  | DNF                | Rennen nicht beendet (did not finish)                            |
| Violett  | NC                 | nicht klassifiziert (not classified)                             |
| Rot      | DNQ                | nicht qualifiziert (did not qualify)                             |
| Rot      | DNPQ               | in Vorqualifikation gescheitert (did not pre-qualify)            |
| Schwarz  | DSQ                | disqualifiziert (disqualified)                                   |
| Weiß     | DNS                | nicht am Start (did not start)                                   |
| Weiß     | WD                 | zurückgezogen (withdrawn)                                        |
| Hellblau | PO                 | nur am Training teilgenommen (practiced only)                    |
| Hellblau | TD                 | Freitags-Testfahrer (test driver)                                |
| ohne     | DNP                | nicht am Training teilgenommen (did not practice)                |
| ohne     | INJ                | verletzt oder krank (injured)                                    |
| ohne     | EX                 | ausgeschlossen (excluded)                                        |
| ohne     | DNA                | nicht erschienen (did not arrive)                                |
| ohne     | C                  | Rennen abgesagt (cancelled)                                      |
| ohne     | keine WM-Teilnahme |                                                                  |
| sonstige | P/fett             | Pole-Position                                                    |
| sonstige | 1/2/3/4/5/6/7/8    | Punktplatzierung im Sprint-/Qualifikationsrennen                 |
| sonstige | SR/kursiv          | Schnellste Rennrunde                                             |
| sonstige | *                  | nicht im Ziel, aufgrund der zurückgelegten Distanz aber gewertet |
| sonstige | ()                 | Streichresultate                                                 |
| sonstige | unterstrichen      | Führender in der Gesamtwertung                                   |

### Le-Mans-Ergebnisse
| Jahr | Team                       | Fahrzeug          | Teamkollege    | Teamkollege    | Platzierung | Ausfallgrund |
| ---- | -------------------------- | ----------------- | -------------- | -------------- | ----------- | ------------ |
| 1977 | Equipe Haran et de Chaunac | Alpine A442       | Didier Pironi  | Guy Fréquelin  | Ausfall     | Turboschaden |
| 1994 | Rent a Car Racing Team     | Dodge Viper R/T10 | Justin Bell    | Bertrand Balas | Rang 12     |              |
| 1995 | Euromotorsport Racing      | Ferrari 333SP     | Massimo Sigala | Jay Cochran    | Ausfall     | Motorschaden |

### Einzelergebnisse in der Sportwagen-Weltmeisterschaft
| Saison | Team         | Rennwagen   | 1   | 2   | 3   | 4   | 5   | 6   | 7   | 8   | 9   | 10  |
| ------ | ------------ | ----------- | --- | --- | --- | --- | --- | --- | --- | --- | --- | --- |
| 1974   | Dupont Scato | Chevron B26 | MON | SPA | NÜR | IMO | LEM | ZEL | WAT | LEC | BRH | KYA |
| 1974   | Dupont Scato | Chevron B26 |     |     |     |     | DNF |     |     |     |     |     |